# 国立点火施設
国立点火施設（こくりつてんかしせつ、英: National Ignition Facility、NIF）は、アメリカ合衆国カリフォルニア州リバモアのローレンス・リバモア国立研究所にある、レーザー核融合実験施設である。
1997年建設が始まったが、技術的および管理の不具合により完成は遅れ、当初の4倍を超える予算超過と5年の遅れを経て、2009年3月31日に完成した。

## 歴史
- 2009年。フットボール3コート分の大きさの巨大な施設が完成。
- 2001年。日本のガラスメーカーHOYAが国立点火施設にレーザー光線増幅用の特殊ガラスを納入した事に対して、「日本の企業が核兵器の開発に協力した」として、原爆被爆者、広島市長、長崎市長[1]、原水禁[2]などから批判を受けた。
- 2014年2月12日　ネイチャーで「核融合において投入量以上のエネルギーを得る事に成功」を発表[3]。ただしここでのエネルギー投入量とは、水素に吸収されたエネルギー量であって、レーザー照射に費やされたエネルギーではない。
- 2022年12月14日　2.05メガジュールのレーザーを照射することにより、核融合反応によって3.15メガジュールのエネルギーが放出された事が確認され、世界で初めて「核融合において投入量以上のエネルギーを得る事に成功」した事が発表された。[4]ただし、実際に2メガジュールのレーザーエネルギーを照射するためには、送電網から300メガジュールのエネルギーが用いられているため、システム全体としての正味のエネルギー利得には至っていない。[5]